# Celso (filosofo)
Celso (in greco antico Κέλσος, Kélsos, in latino Celsus; ... – dopo il 178) è stato un filosofo greco antico del II secolo, di ispirazione platonica o, secondo alcuni studi, epicurea.

## Biografia
Celso sarebbe vissuto durante il regno di Marco Aurelio e, più precisamente, si presuppone che abbia scritto all'epoca della coreggenza di quest'ultimo e Commodo (tra il 175 e il 180), oppure (anche se c'è un probabile riferimento ad un editto del 177 che porterebbe ad escluderlo) a quella di Lucio Vero (161-169), ipotizzabile in entrambi i casi per il fatto che lo stesso filosofo scriva al plurale quando si riferisce all'autorità imperiale.
Benché scriva in greco e dimostri un forte radicamento culturale di matrice ellenistica, il suo è, però, un nome tipicamente latino, tant'è che si ipotizzava che si trattasse di un romano orientale più che d'un greco vero e proprio; tuttavia questa circostanza è spesso esclusa sia perché Origene lo indica espressamente come greco, sia per la sua conoscenza approfondita dei culti orientali.
Si ritiene che sia lui il Celso che Luciano di Samosata indica quale un filosofo suo amico nonostante alcuni dissentano, poiché è presentato da Luciano come un epicureo, mentre l'autore del Discorso vero si definisce espressamente platonico. L'associazione dei due Celso è dovuta principalmente al riferimento che Luciano fa riguardo ad un "libro bellissimo contro i maghi" che il summenzionato amico avrebbe scritto e molto spesso, in effetti, Celso si riferisce agli ebrei ed ai cristiani come "maghi". 
Tra l'altro, lo stesso Origene (vissuto circa 50-60 anni dopo, sotto l'impero di Filippo l'Arabo) risulta confuso sull'identità del filosofo, non avendone notizie precise, se non il fatto che fosse scomparso da molto tempo rispetto all'epoca in cui la confutazione origeniana venne scritta.

## IlDiscorso vero
Di lui ci è arrivata, e soltanto in parte, un'unica opera, l'Alethès lógos (tradotto in genere come La vera dottrina, La vera parola, Discorso vero, Discorso di verità) contro la religione cristiana, ricostruita grazie alla confutazione che ne propose Origene nel secolo successivo in un'opera, Contro Celso, che ne contiene ampi stralci per confutarli (e dall'opera origeniana deriva il numero del libro e del capitolo con cui i brani sono citati).
La data dell'opera è chiaramente collocabile temporalmente: difatti, si fa riferimento ad una crisi militare, il che porta a pensare all'esteso conflitto di Marco Aurelio contro i Marcomanni e altre tribù germaniche; c'è inoltre un riferimento all'editto dell'imperatore che imponeva ai governatori e ai magistrati il compito di controllare con molta attenzione le stravaganze nella religione. Questo editto fu proclamato nel 176-177, e inaugurò la persecuzione che durò da quel periodo fino alla morte di Marco Aurelio nel 180, quando Commodo la sospese, forse su richiesta della propria concubina Marcia, donna di origini libertine e, secondo alcune fonti, di fede cristiana.

### Argomenti generali
Per quanto concerne la struttura dell'opera, è probabile che essa si aprisse con un prologo in cui il filosofo riassumeva i capisaldi della sua argomentazione.
Celso, poi, attraverso la "persona loquens" di un ebreo, ricapitolava i dileggi indirizzati dagli ebrei ai cristiani: Gesù sarebbe nato da un adulterio e sarebbe stato educato da maghi in Egitto, sicché la sua pretesa dignità divina mal si concilierebbe, se non per paradosso, con la sua povertà e la sua morte miserabile; il cristianesimo non troverebbe fondamento nelle profezie dell'Antico Testamento e proprio la celebre idea di una risurrezione (quella di Gesù), che parimenti si sarebbe manifestata solo ad alcuni suoi adepti, sarebbe una sciocchezza.
Ma Celso sostiene anche che gli ebrei non sono meno ridicoli degli avversari che attaccano; questi affermano che il salvatore dal Cielo è venuto, quelli ancora aspettano la sua venuta: tuttavia gli ebrei hanno quantomeno la dignità di una nazione antica con una fede antica. Oltre ad essere una dottrina basata su una vicenda fittizia, il Cristianesimo non è, del resto, rispettabile: infatti Celso sottolinea come ai maestri cristiani, in larga parte tessitori e ciabattini, non possa essere riconosciuta influenza sugli uomini davvero istruiti. I requisiti per la conversione, anzi, sono l'ignoranza ed una puerile suggestionabilità, di modo che, come tutti i ciarlatani, i cristiani hanno riunito nient'altro che una moltitudine di schiavi, ragazzini, donne e fannulloni. L'ambiente dei riti misterici è degno di ben altra considerazione perché accoglie nella sua cerchia ristretta solo i puri, gli esenti da colpe e delitti; per il Cristianesimo il ladro, la canaglia, l'avvelenatore, il saccheggiatore di templi e tombe sono bersaglio preferito dell'opera di proselitismo.
Gesù, dicono, fu mandato a salvare i peccatori, non coloro che per proprio merito hanno redento sé stessi dalla colpa.
Celso, in quest'ambito, scredita gli esorcisti -chiaramente alleati dei demoni- e l'invasione di profeti vagabondi e indisciplinati che vagano per le città e le campagne a condannare al fuoco eterno la terra ed i suoi abitanti; ma soprattutto i cristiani sono infedeli verso la religione civile di Roma, e ogni chiesa è un illecito collegium, un'infiltrazione mortale per ogni epoca, specificamente sotto Marco Aurelio. Questi infedeli potrebbero tuttavia integrarsi: un "corretto" monoteismo non sarebbe infatti incompatibile con l'adorazione di una pluralità di dèi; i cristiani dovrebbero, però, sottomettersi alle grandi autorità filosofiche e politiche dell'Impero, ed abbandonare quel fanatismo che li porta a elevare la loro fede al di sopra dell'autorità e a organizzare ogni aspetto della vita in funzione dei comandamenti divini ed in spregio alla legge civile.

#### Critica all'idea di divinità cristiana
L'idea di un'incarnazione di Dio è per Celso assurda: perché la razza umana dovrebbe considerarsi tanto superiore alle api, alle formiche e agli elefanti da essere protagonista di questo esclusivo rapporto con il proprio preteso creatore? E perché Dio dovrebbe scegliere di incarnarsi proprio come ebreo? Complessivamente l'idea cristiana di una provvidenza che tiene in così grande considerazione gli esseri umani in quanto tali, ed una singola nazione tra loro, è considerata priva di senso, un insulto alla divinità. Celso paragona i cristiani ad un concilio di rane in una palude o ad un sinodo di vermi in un letamaio, che pretendono che il mondo sia stato creato per loro, mentre sarebbe molto più ragionevole credere che ogni popolo abbia la propria specifica divinità: infatti, notizie di profeti e messaggeri celesti provengono anche da molti altri luoghi.

#### Attacchi e critiche contro Gesù e gli apostoli
Celso rivolge attacchi diretti contro la persona di Gesù e contro gli apostoli:
(Celso, Il discorso vero, tr. Lanata,  I 28, pp. 65-66)
Ma l'invenzione della nascita da una vergine è simile alle favole di Danae, di Melanippe, di Auge e di Antiope
(Celso, Il discorso vero, tr. Lanata, I 62, p. 68.)

#### Paragone con i pagani
Nel Discorso vero di Celso viene, inoltre, stabilito un paragone tra iniziazione cristiana e quella politeista: nella tradizione classica l'iniziazione (telete) è riservata a "Chi ha mano pura e parola assennata… chi è immune da ogni infamia e ha l'anima incapace di ogni male ed è vissuto in modo buono e onesto…" ed è mirata alla purificazione (katharsia). Quindi agli iniziati viene imposta la condizione preliminare di non conoscere il male e di vivere secondo giustizia.

Invece secondo i cristiani: 
((Celso, Il discorso vero, III, 59, pp. 89-90))
(Celso, Il discorso vero, III,62, 64, 65, 71)
Queste accuse saranno riprese da Porfirio di Tiro e anche dall'imperatore Flavio Claudio Giuliano nei suoi scritti.

#### Appello ai cristiani
Tuttavia, Celso non condanna in termini assoluti la cristianità. Infatti, molto importante è il suo appello ai cristiani che chiude l'opera:
e dell'autentica sapienza, non rimanga fra gli uomini nemmeno il ricordo.»
(Celso, Il discorso vero, VIII, 68, p. 159)
 Ammettendo che alcuni cristiani hanno successo negli affari, vuole che essi diventino dei bravi cittadini, che mantengano le loro credenze ma che si adeguino alla religione di Stato. È un ardente ed efficace appello in nome dell'impero, che era chiaramente in grave pericolo, e mostra i termini delle offerte che si facevano alla chiesa, nonché l'importanza della chiesa in quel periodo. Anche negli scritti coevi di Marco Aurelio si ritrova la critica alla "superstizione cristiana", ma nessuna condanna definitiva della loro comunità in blocco, come verrà fatto con la successiva persecuzione di Diocleziano.

## Pensiero e influenza
Celso mostra familiarità con la storia ebraica della creazione del mondo e, in effetti, chi volesse capire a fondo e criticare la nuova dottrina cristiana doveva iniziare con l'apprendimento delle nozioni basilari dell'ebraismo, e ciò è evidente nei capitoli iniziali della sua opera, fondati su una buona conoscenza della Genesi e del Libro di Enoch, ma che non citano molto i profeti o i salmi.
Per quanto riguarda il Nuovo Testamento, la sua posizione è esattamente quella espressa dai suoi contemporanei: Celso, infatti, parla di una collezione di scritti cristiani, conosce e cita i vangeli gnostici, ma non altrettanto il vangelo di Giovanni e richiama le idee paoline, ma non cita le lettere di Paolo.
Conosceva bene, inoltre, gli scritti gnostici e il lavoro di Marcione e ci sono anche indicazioni che avesse familiarità con gli scritti di Giustino e gli oracoli sibillini.
A livello dottrinario, è perfettamente consapevole delle divisioni interne tra cristiani, e conosce i vari stadi di sviluppo che il cristianesimo ha attraversato nella sua storia e usa abilmente queste conoscenze per evidenziare che il cristianesimo si presentava come una religione instabile, mettendo polemicamente a confronto le varie sette cristiane  del suo tempo, l'immagine di Cristo e degli apostoli con i predicatori suoi contemporanei, le varie versioni della Bibbia e dei testi sacri e così via (anche se ammette che, in origine, le cose non stavano così male come ai suoi tempi).
Se, per quanto concerne gli aspetti filosofici dell'epoca, tra Celso e Porfirio è possibile trovare diverse somiglianze, non bisogna dimenticare la profonda differenza delle loro concezioni religiose.

Porfirio è soprattutto un filosofo puro, ma anche un uomo di profondo sentimento religioso, per il quale il fine della ricerca è la conoscenza di Dio; Celso, (da alcuni identificato con un amico di Luciano ), benché sia talvolta considerato epicureo o platonico, non è un filosofo in senso stretto ma un uomo che guarda innanzitutto alle questioni dello Stato, unendo, ad alcuni aspetti etici, forti convinzioni morali e una buona conoscenza delle varie religioni nazionali e mitologie, il cui valore egli è in grado di apprezzare. Il suo pensiero, in effetti, risente dell'influenza del platonismo eclettico del tempo, e non della dottrina epicurea: è un uomo di mondo, un filosofo, che condivide molto del pensiero platonico del suo tempo ma non il suo sentimento religioso positivo. Nella sua critica alla cristianità, che egli considera una religione barbara e superstiziosa, raggiunge posizioni scettiche e satiriche, da uomo di mondo quale si considera, facendo affiorare a tratti delle tendenze epicuree. Cita con convinzione dal Timeo di Platone: 
(Platone, Timeo, 28b)
 La filosofia può al più dare qualche nozione su di lui che l'anima eletta deve successivamente precisare e sviluppare; i cristiani, al contrario, sostenevano che dio è noto a tutti e che tutti possono conoscerlo.
Un altro punto di contrasto tra Celso e i cristiani è il problema del male. Celso considerava il male costante in quanto esso era una caratteristica della materia: perciò, come detto presentando l'opera, considerava assurda l'idea della resurrezione del corpo (a quel tempo ancora non ben definita) e ridicolo qualsiasi tentativo di sollevare le masse dalla loro degradazione. La differenza principale tra gli gnostici e i platonici era che i platonici consideravano la forma come il bene e la materia come il male.
Il Discorso vero ebbe scarsa influenza sia sulla questione delle relazioni tra Stato e religione, sia sulla letteratura classica successiva, da cui fu Essenzialmente dimenticato, finché Origene, nel Contra Celsum, non ne propose una confutazione, suscitandovi così nuovo interesse. Buona parte della polemica neoplatonica deriva naturalmente da Celso, e sia le idee sia le frasi del Discorso vero si ritrovano tanto in Porfirio quanto in Giuliano (sebbene la definizione del canone biblico, nel frattempo, avesse cambiato, in qualche misura, il metodo d'attacco di questi scrittori).
L'importanza di quest'opera è il quadro che dipinge della chiesa cristiana attorno all'anno 180: si può dire che Celso non condivideva le aspirazioni spirituali che il Cristianesimo cercava di soddisfare, considerandolo come una delle tante sette (più che altro gnostiche) in conflitto tra loro, spesso con finalità "sediziose" rispetto allo Stato, e considerandola come un elemento di pericolo per la società romana. Da un punto di vista morale, accusa gli insegnamenti di Gesù di plagio, essendo molte sue frasi presenti in altri scritti dell'epoca.